# Pontault-Combault
Pontault-Combault è un comune francese di 35 547 abitanti situato nel dipartimento di Senna e Marna nella regione dell'Île-de-France.

## Società

### Evoluzione demografica
Abitanti censiti

## Amministrazione

### Gemellaggi
- Caminha, Portogallo, dal 1978
- Beilstein, Germania, dal 1984
- Anyama, Costa d'Avorio, dal 1988
- Rădăuți, Romania, dal 1990